# Усачов Юрій Олексійович
Юрій Олексійович Усачов (нар. 19 квітня 1974 року, Ленінград, РРФСР, СРСР) — російський композитор, діджей і продюсер. Творець (разом з Євгеном Арсентьєвим) і екс-учасник поп-гурту «Гости из будущего».

## Біографія
Юрій Усачов народився 19 квітня 1974 року в Ленінграді. З раннього дитинства почав займатися музикою. Відвідував музичну школу, де навчився грати на ударних, кларнеті, фортепіано, віолончелі та гітарі. Також співав у хорі хлопчиків Ленінградського будинку радіо.
На початку 90-х років Усачов почав займатися електронною музикою, брав активну участь в джангл-русі петербурзьких музикантів.
У 1995 році разом з Антоном Ньюмарком створив електронний проект «Чугунный скороход». У тому ж році заснував колектив «Актив-Позитив» . Також деякий час Усачов писав пісні і робив аранжування і ремікси для гурту «Отпетые мошенники».
Два роки по тому Усачов разом з петербурзьким музикантом Євгеном Арсентьєвим створив клубний проект «Тотальний Брейк-біт». Також Юрій деякий час співпрацював з гуртом «Русский размер».

## «Гості з майбутнього»
У 1997 році Юрій Усачов разом з Євою Польной і Євгеном Арсентьєвим створив гурт «Гости из будущего». Незабаром вийшов новий альбом гурту - «Время песок». Його підтримав ді-джей Грув, який в той час активно просував стиль джангл. Стилістику альбому можна охарактеризувати як мелодійний драм-н-бейс, який перегукувався з приємним голосом Єви Польна, солістки проекту. Однак широка російська аудиторія незрозуміла таку музику.
Через рік Євген Арсентьєв залишив колектив. «Гости из будущего» змінили свій творчий напрямок і в 1999 році випустили альбом під назвою «Беги от меня».
У тому ж році гурт переїхав в Москву. З гастролями «Гості ...» об'їздили численні міста СНД, також часто відвідували Європу і США.
Всього колектив випустив 7 повноцінних альбомів, 4 альбому реміксів і 15 відеокліпів, 4 з яких Юрій Усачов режисирував самостійно.
Навесні 2009 року Юрій припинив виступи як музикант гурту, проте залишаючись аранжувальником і саунд-продюсером, а Єва продовжила сольну кар'єру. 

## Кар'єра поза гуртом
У 2002 році Юрій Усачов став генеральним продюсером звукозаписної компанії «Грамофон рекордс». Альбоми артистів даної компанії мали великі продажі, що може свідчити про вплив Юрія на формування споживчих смаків росіян.
У 2005 році Усачов створив електронний проект «Zventa Sventana». Рушійною силою проекту і його основною ідеєю стало прагнення двох представниць абсолютно різних музичних напрямів - джазу (Тіна Кузнєцова) і російського фольклору (Олена Романова) - найбільш точно висловити і донести до слухачів стан душі, прагнення і сподівання сучасної людини. Через кілька років Тіна і Усачов одружилися.
У 2006 році Юрій Усачов створив проект «Art-House», оскільки вирішив спробувати реалізувати себе в якості електронного музиканта і діджея. До його складу увійшли петербурзькі діджеї Андрій Тимошенко (DJ Tisha) і Олексій Ульріх (Alex Ylёch). В основному, колектив виконував музику в жанрах хаус, електро і прогресив, яка була високо оцінена провідними російськими і світовими діджеями. Про свою готовність допомогти гурту у виданні альбомів оголосила нідерландська компанія звукозапису Арміна ван Бюрена «Armada Music».
У 2008 році Усачов створив проект «My-Ti», до складу якого увійшла Тіна Кузнєцова (раніше працювала з Усачова над проектом «Zventa Sventana») - співачка, що володіє унікальними голосовими даними і є багаторазовою лауреаткою вокальних конкурсів. Тіна регулярно виступала в містах Росії і СНД і мала безліч шанувальників серед фанатів електронної музики.
У тому ж році Юрій Усачов написав музику для майбутньої церемонії Кінонагороди «MTV-Росія».[джерело не вказане 1434 дні]
У 2009 році, після відходу з гурту «Гості з майбутнього», Юрій Усачов повністю присвятив себе проектам «Art-house» , «My-Ti» і «Zventa Sventana». Він гастролював в ролі діджея, граючи як власну музику, так і матеріал інших авторів.
До Юрія Усачова постійно звертаються популярні російські виконавці з проханням зробити ремікс або аранжування своєї пісні. Він успішно співпрацює в якості саунд-продюсера з зірками російського шоу-бізнесу Алсу, Катею Лель, Наталією Ветлицькою і ін. Одна з останніх робіт Юрія - пісня «Ева», написана для гурту «Вінтаж».

## Нагороди та досягнення
У складі гурту «<Гості з майбутнього» Юрій Усачов став лауреатом кількох премій, в тому числі «Золотий грамофон», «Стопудовий хіт», «Бомба року», «Движение».

## Особисте життя
У 2004 році під час студійної роботи Юрій Усачов познайомився зі співачкою Тіною Кузнєцовою . У листопаді 2009 року вони одружилися, а восени 2010 року народився їх син Габріель. Зараз сім'я мешкає в Москві.
Також у Усачова є дочка Емілія (рід. 5 березня 2003 року). Деякий час вона жила в Англії, а потім повернулася в Росію.

## Дискографія
1997
Гости из будущего — альбом «Через сотни лет»
1998
Гости из будущего — альбом «Время песок (DJ Грув)
Отпетые мошенники — Бросай курить! (remix)
Отпетые мошенники — Я учусь танцевать
1999
Гости из будущего — альбом «Беги от меня»
Usachev & Arsentiev — The stars watch down
2000
Гости из будущего — альбом «Это сильнее меня (1 часть)»
Гости из будущего — альбом «Зима в сердце»
Оскар — Битое стекло
2001
Гости из будущего — альбом «Best»
Марина Хлебникова — Я без тебя (remix)
Александр Буйнов и группа «Гости из будущего» — Спасибо за все!
2002
Гости из будущего — альбом «Ева»
Мурзилки International — О, свекровь! (музыка)
2003
Гости из будущего — альбом «Это сильнее меня (2 часть)»
Саша — Не получилось, не срослось
2004
Гости из будущего — альбом «Правила движения»
Дима Билан — Я так люблю тебя! (remix)
Сергей Жуков — Полечу за тобою
DJ Грув — Меткая лошадка (Найк Борзов и Гости из будущего remix)
2005
Гости из будущего — альбом «Больше, чем песни»
Гости из будущего — альбом «Лучшие песни»
Гости из будущего — альбом «Грустные сказки. Лучшее»
Катя Лель — Кругом голова
Катя Лель — До свидания, милый!
2006
Ольга Орлова — Ладони
Zwenta Svetlana — альбом «Страдания»
Мурзилки International — Любовь по-чукотски (музыка)
2007
Гости из будущего — альбом «За звездой»
Гости из будущего — альбом «Реальна только музыка (remixes)»
Алсу — Самое главное
2008
Алсу — А у моей любви
Arthouse — Lover man (DJ Legit deepmix)
2009
Винтаж — Ева
2011
Виктор Салтыков — Какая нелепость
2013
Yourayo — Blueprint (Rhadoo mixed)
2014
Би-2 — Робот
Би-2 — Темные небеса (feat. Тина)
Yourayo — альбом «Enteropy EP»
2020
Наталья Ветлицкая — Я останусь с тобой